# 133142 Violapiciu
133142 Violapiciu è un asteroide della fascia principale. Scoperto nel 2003, presenta un'orbita caratterizzata da un semiasse maggiore pari a 2,459044 UA e da un'eccentricità di 0,135377, inclinata di 6,548490° rispetto all'eclittica.